# Phymatotrichopsis omnivora
Phymatotrichopsis omnivora is een schimmel uit de familie Rhizinaceae. De schimmel parasiteert op katoenplanten maar ook op andere gewassen zoals fruitbomen en kropgroenten.

## Kenmerken
Phymatotrichopsis omnivora is aseksueel. Het sclerotium van Phymatotrichopsis omnivora heeft een diameter variërend van een tot vijf millimeter en heeft een onregelmatige vorm. De zwamvlok heeft een diameter van 200 micrometer en het conidium is zes tot acht millimeter bij vijf tot zes millimeter groot met een diameter variërende van 4,8 tot 5,5 millimeter.

## Levenswijze
Phymatotrichopsis omnivora is een parasiterende schimmel die zich hoofdzakelijk voedt met katoenplanten zoals Gossypium herbaceum. Zijn parasitaire levenswijze veroorzaakt rot in de sapstengels van de plant. Daarnaast kan hij zich voeden met meer dan tweeduizend andere tweezaadlobbigen waaronder meerdere soorten fruitbomen, onkruiden, kropgewassen bomen en kruiden. Een deel van deze gewassen wordt gebruikt voor de voedselproduktie zodat de schimmel intensief bestreden moet worden. De verspreiding geschiedt via zwamvlokken waarmee de wortels van gewassen geïnfecteerd worden. De volwassen schimmel verplaatst zich door de bodem van gewas naar gewas. Deze wordt tot een diepte van 2,6 meter onder het maaiveld aangetroffen. Hij prefereert kleihoudende en leemhoudende bodems met een pH-waarde van tussen de 7,5 en 8. Hij kan in de bodem overleven omdat hij schimmeldraden vormt. Delen van de schimmel overleven gemiddeld tot drie maanden na het sterven van de gastheerplant door de veroorzaakte rot maar bepaalde delen kunnen tot vijf jaar na het overlijden nog aanwezig zijn in de grond. De soort gedijt optimaal bij een temperatuur van 22 graden. De verspreidingsradius is beperkt en wordt vergroot door de meename van grondkorrels door dieren en mensen aan hun voeten.

## Symptomen
Phymatotrichopsis omnivora leeft in de bodem en dringt de gastheer binnen via de wortels. De schimmel breekt het periderm in de wortels af om zich vervolgens in het xyleem te kunnen nestelen. De infectie treedt voornamelijk op in de late zomer onder warme temperaturen. Wanneer een katoenplant geïnfecteerd raakt kan deze binnen drie dagen bezwijken. Onder koelere omstandigheden vordert de infectie langzamer. De bladeren van de katoenplant krijgen een koperachtige kleur maar wanneer deze aangetast worden door de schimmel vallen ze niet van de plant af.

## Verspreiding
Phymatotrichopsis omnivora komt voor in Noord-Amerika waar hij inheems is in Mexico en een aantal zuidwestelijke staten van de Verenigde Staten. Daarnaast komt hij voor in Brazilië en Venezuela. Ook zijn er waarnemingen geweest van deze soort in de Dominicaanse Republiek maar deze zijn niet bevestigd. Er zijn ook wat waarnemingen geweest in Oezbekistan en Somalië maar deze zijn twijfelachtig. Mogelijk komt Phymatotrichopsis omnivora ook voor in Pakistan en India. In Europa komt de soort niet voor.

## Naamgeving
De eerste keer dat over dit taxon werd gepubliceerd was in 1888 door Pammel, die de naam Ozonium auricomum Link gebruikte, een ander taxon en dus een verkeerde determinatie. Links naam wordt nu gebruikt voor de aseksuele fase van Coprinellus domesticus (Bolton) Vilgalys, Hopple & Jacq. Johnson, en verwante soorten.
In 1907 beschreef Shear het taxon als een nieuwe soort uit het geslacht Ozonium, als Ozonium omnivorum, gebaseerd op een niet-sporulerend mycelium. In 1916 plaatste Duggar de soort in het geslacht Phymatotrichum, gebaseerd op een mycelium dat conidia produceerde. Nadat ook een vruchtlichaam werd gevonden, plaatste Shear de soort in 1925 in het geslacht Hydnum, maar met een ander type: C.L. Shear 5267, BPI 259732. Hennebert ontdekte in 1973 dat de typesoort van het geslacht Phymatotrichum in het geslacht Botrytis thuishoorde, en dat Phymatotrichum daarmee een ongeldige naam was. Hij creëerde daarom het nieuwe geslacht Phymatotrichopsis en plaatste de soort daarin als Phymatotrichopsis omnivora (Duggar) Hennebert, gebaseerd op het door Duggar aangewezen typemateriaal. Burdsall en Nakasone stelden in 1978 vast dat Hydnum omnivorum Shear een andere soort was, en plaatsten die in het geslacht Phanerochaete. Deze soort is niet gevonden op katoen en de meeste andere gastheren van Phymatotrichopsis omnivora.